# Achiqar

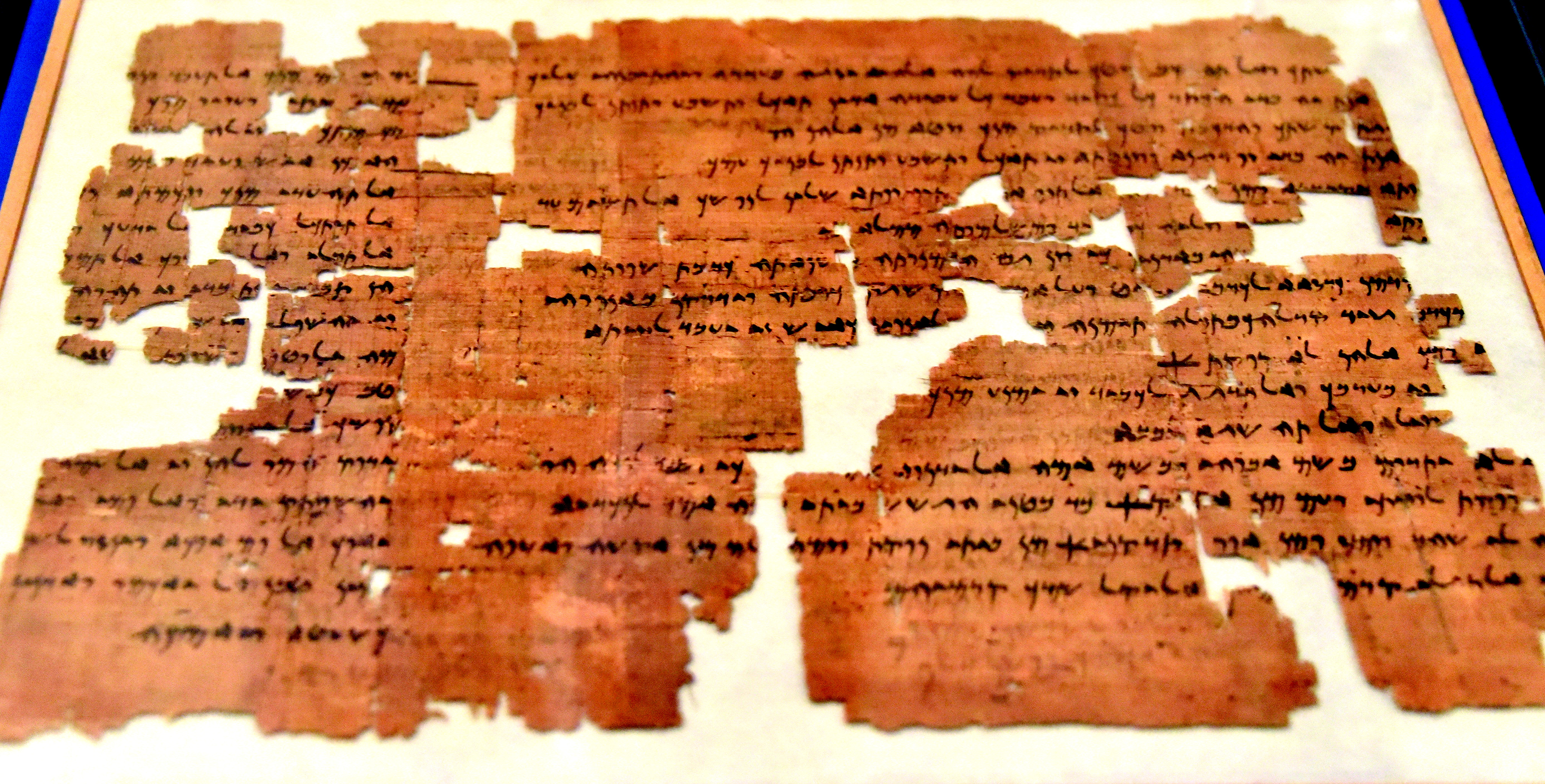
Papyrus mit der Erzählung des weisen Kanzlers Achiqar.
Aramäisch, 5. Jahrhundert v. Chr.
Ägyptisches Museum Berlin.

Achiqar (aramäisch אחיקר) bzw. Aba-Enlil-dana (assyrisch) ist die Hauptfigur einer aramäischen Erzählung. Er bekleidete nach einem in Elephantine gefundenen Papyrus, der einzigen Quelle zu dieser Geschichte, aus dem fünften Jahrhundert v. Chr. unter Sanherib das Amt des königlichen Sieglers. Unter Sanheribs Nachfolger Asarhaddon soll er als königlicher Berater fungiert haben, nachdem er sein Amt an seinen adoptierten Sohn weitergab. Es existieren Übersetzungen und Bearbeitungen des Stoffes in zahlreichen Sprachen des Nahen und Mittleren Ostens.
Die Rahmenhandlung der Geschichte des Achiqar entstand frühestens kurz nach Zusammenbruch des assyrischen Reiches und wurde wahrscheinlich im 6. Jahrhundert v. Chr. verfasst. Die Spruchsammlung wurde nachträglich zwischen die beiden Geschichtsteile eingefügt. Reflexe der Achiqar-Gestalt finden sich in den deuterokanonischen Büchern Judit und Tobit.
Die Spruch- und Fabelsammlung des Achiqar, die in den Kolumnen 3 bis 16 niedergeschrieben wurde, ist wesentlich älter als die Erzählung selbst und konnte aufgrund des altaramäischen Dialektes auf die Wende vom 8. zum 7. Jahrhundert v. Chr. datiert werden. Die Sprüche der Kolumnen 3, 4, 11, 13 und 14 sind verloren gegangen. Der erhaltene Teil weist unter anderem Parallelen zur akkadischen Weisheitsliteratur auf, obwohl kein akkadischer Wortschatz bemerkbar ist. Die Überlieferung setzt sich aus zahlreichen Einzelsprüchen zusammen. Ein redaktionelles Gesamtkonzept scheint nicht vorgelegen zu haben, da der Redaktor augenscheinlich verschiedenste Spruchsammlungen nutzte.
Neben Parallelen zur altägyptischen Literatur liegt eine große Nähe zu israelitisch-jüdischen Weisheitstexten vor. Wesentlich geringer ist der übereinstimmende Anteil bezüglich mesopotamischer Quellen. Die in der Spruchsammlung vorhandenen Gemeinsamkeiten mit der altägyptischen Weisheitslehre nebst einem altägyptischen Lehnwort sowie auffällig starke Einflüsse aus der Region Kanaan verweisen auf eine Herkunft aus dem südsyrisch-libanesischen Raum.